# Antônio Heil
Antônio Heil (Brusque, 13 de julho de 1928 - 11 de junho de 1971) foi um político brasileiro.

## Vida
Filho de Frederico Heil e de Maria Erbs Heil.

## Carreira
Foi eleito prefeito de Brusque em 3 de outubro de 1965, empossado em 31 de janeiro de 1966, cumprindo o mandato até o fim, em 31 de janeiro de 1970. Foi eleito pelo PSD no dia 3 de outubro, porém seu partido foi extinto em 27 de outubro do mesmo ano, tendo migrado para a Aliança Renovadora Nacional (ARENA).
Foi deputado à Assembleia Legislativa de Santa Catarina na 7ª legislatura (1971 — 1975), eleito pela ARENA. Faleceu durante seu mandato como deputado.